# Пежма (станция, Архангельская область)
Пежма — станция в Вельском районе Архангельской области России. Входит в состав муниципального образования «Пежемское». Фактически — урочище.

## География
Расположен на юге области и района, в лесной местности, в 29 км от города Вельска.
Климат находится на территории, приравненный к районам Крайнего Севера

## История
Населённый пункт возник у железнодорожной станции Пежма (1958) Северной железной дороги.

## Население
| 2002 | 2010 | 2012 | 2014 |
| ---- | ---- | ---- | ---- |
| 0    | →0   | →0   | →0   |

## Инфраструктура
Путевое хозяйство.
Централизованное электроснабжение отсутствует.
Учреждений социальной сферы нет.

## Транспорт
Посёлок доступен автомобильным и железнодорожным транспортом.
Есть автодорожное сообщение с административным центром района.